# Municipio Mixquiahuala de Juárez
Koordinaten: 20° 15′ N, 99° 6′ W
Mixquiahuala de Juárez ist einer der 84 Verwaltungsbezirke (Municipio), die den Bundesstaat Hidalgo in Mexiko bilden.
Der Sitz der Gemeinde und größter Ort im Municipio ist die Stadt Mixquiahuala.
Die Gemeinde befindet sich im Zentrum des Territoriums von Hidalgo zwischen den Breitengraden 20° 09' und 20° 19' nördlicher Breite; den Längengraden 99° 06' und 99° 19' westlicher Länge; mit einer Höhe zwischen 1800 und 2600 Metern über dem Meeresspiegel. Diese Gemeinde hat eine Fläche von 114,79 km² und repräsentiert 0,55 % der Staatsfläche; innerhalb der geographischen Region Valle del Mezquital.
Es grenzt im Norden an die Verwaltungsbezirke Chilcuautla, Progreso de Obregón und San Salvador; im Osten an die Verwaltungsbezirke San Salvador, Francisco I. Madero und Ajacuba; im Süden an Ajacuba, Tetepango, Tlahuelilpan und Tezontepec de Aldama; im Westen an Tezontepec de Aldama und Chilcuautla.

## Toponomastik
Der Name „Mixquiahuala“ stammt aus dem Nahuatl: „Mizquiyahuallān“ ist abgeleitet von mizquit („Mezquite“), und yahualli („Kreis“), was „Ort umgeben von Mezquites“ bedeutet, und „de Juárez“ zu Ehren des ehemaligen Präsidenten Benito Juárez García.

## Geographie

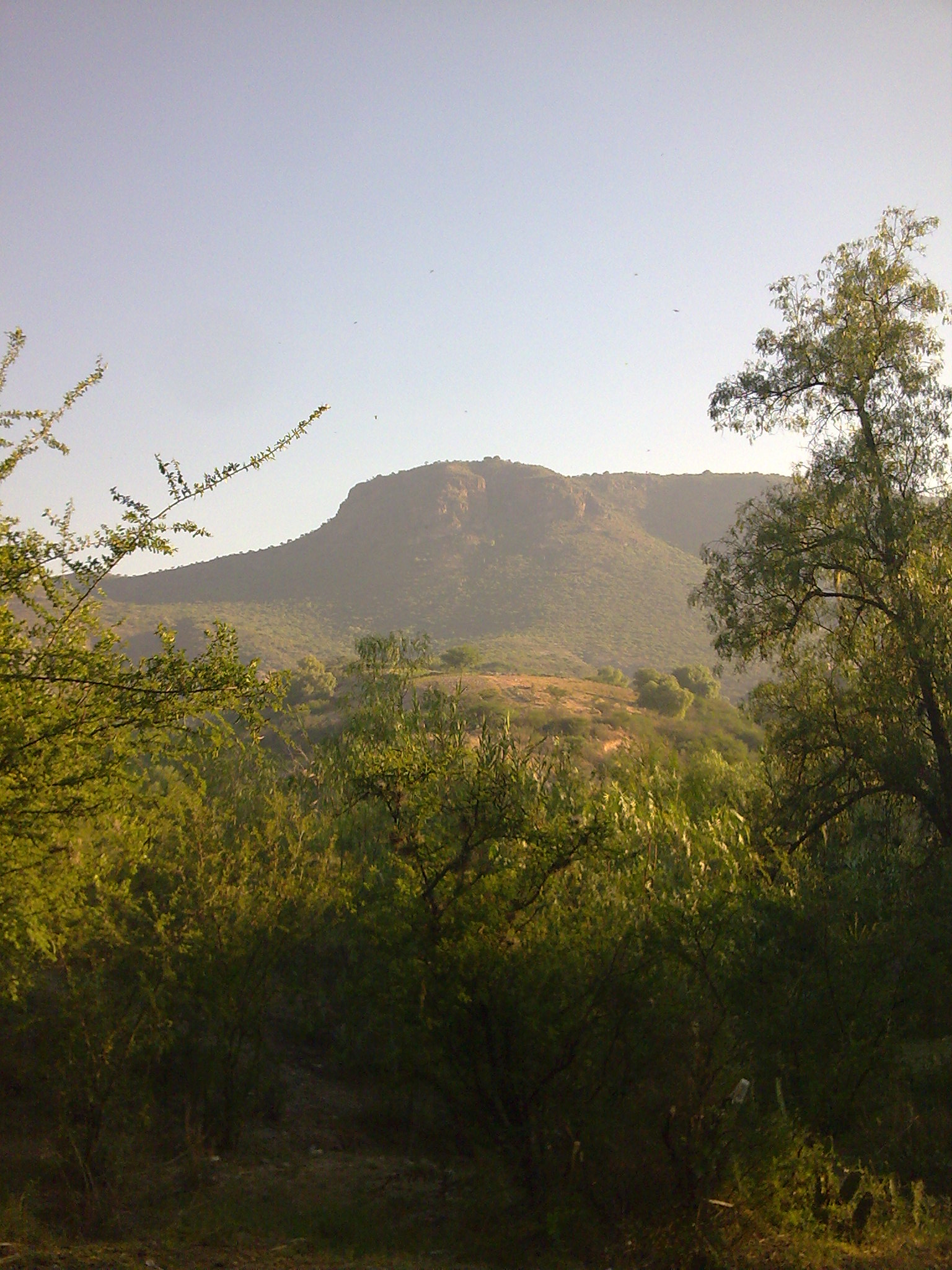
El Elefante Gebirge.

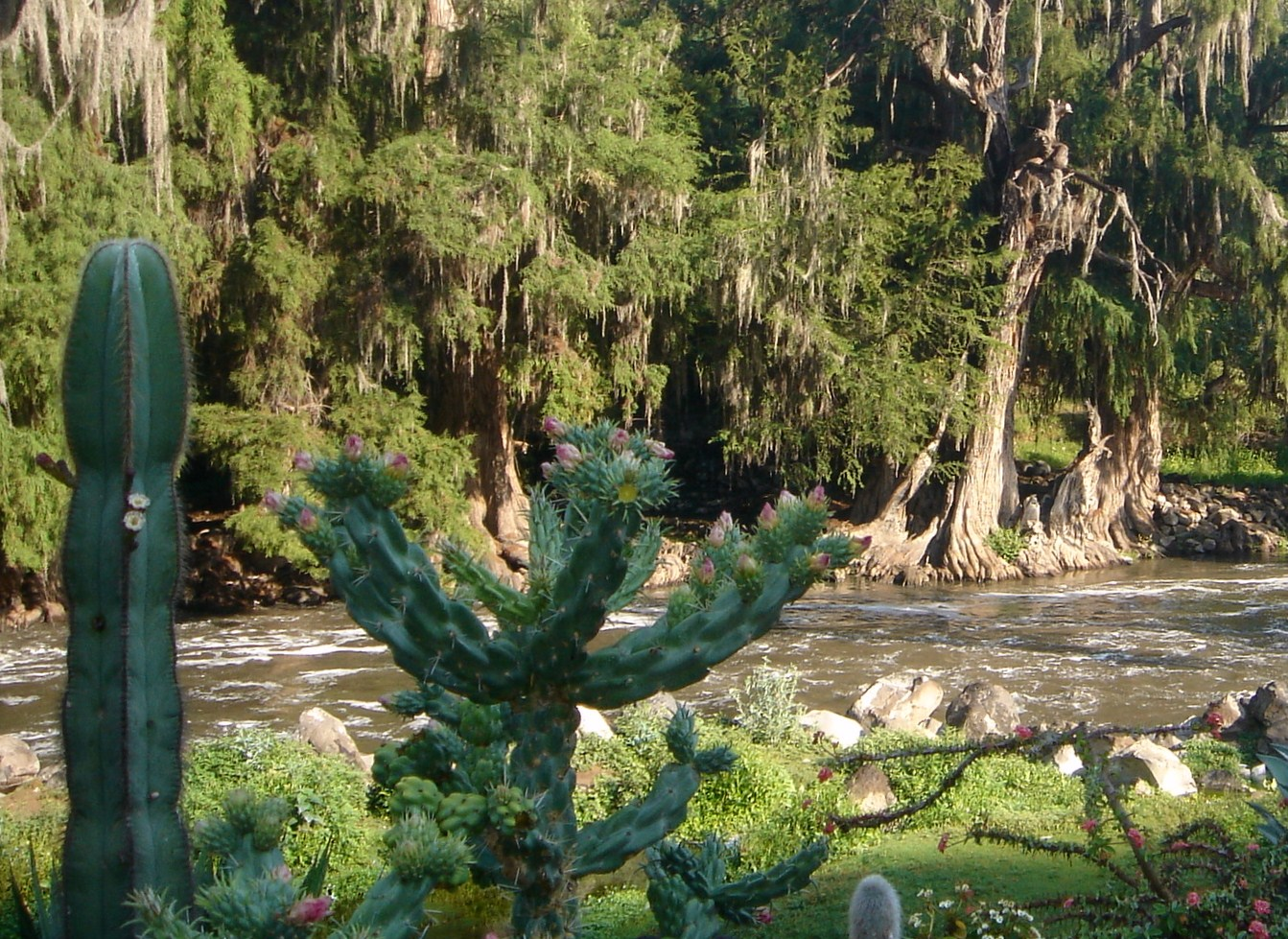
Der Río Tula durchquert den Verwaltungsbezirk.

### Relief und Hydrographie
Was die Physiographie betrifft, so liegt der Verwaltungsbezirk innerhalb der Provinzen der neovulkanischen Achse; er ist Teil der Unterprovinzen Querétaro und Hidalgo. Ihr Gebiet ist flach (77,0 %), bergig (17,0 %) und hügelig (6,0 %). Die wichtigsten Erhebungen im Verwaltungsbezirk heißen El Elefante, Lobo, Denganthzá, Benito Juárez, La Cruz, Motandhó sowie Tordillo, die alle über 2100 m liegen. Die Geologie entspricht dem Neogen (80,75 %), der Kreide (6,0 %) und dem Quartär (2,0 %), mit extrusiven magmatischen Gesteinen: Vulkanoklastische Gesteine (78,0 %), Basalt-basische vulkanische Brekzie (2,57 %) und Basalt (1,0 %); sedimentär: Kalkstein (6,0 %); Boden: alluvial (1,0 %). Was die Edaphologie betrifft, so ist der vorherrschende Boden Vertisol (62,0 %), Leptosol (12,0 %), Calcisol (10,75 %) und Phäozem (4,0 %).
Was die Hydrologie betrifft, so befindet sie sich in der Region des Panuco, in den Einzugsgebieten des Río Moctezuma; innerhalb der Teileinzugsgebiete des Río Tula (88,0 %) und des Río Actopan (12,0 %). Die Wasserströmungen, aus denen die Gemeinde besteht, sind Requena, Alto Requena, Endhó, La Sierra, Tula, El Norte und el Capulín.

### Klima
Auf dem Gemeindegebiet herrscht halb-trockenes gemäßigtes Klima (100,0 %). Die durchschnittliche monatliche Temperatur liegt zwischen 14 °C für die Monate Dezember und Januar, die die kältesten des Jahres sind, und 20 °C für den Monat Mai, der die höchsten Temperaturen verzeichnet.
Die durchschnittliche Jahrestemperatur in der Gemeinde beträgt etwa 17 °C. Bezogen auf den Jahresniederschlag in der Gemeinde liegt der beobachtete Durchschnittswert bei etwa 509 mm, wobei die Monate Juni und Juli die niederschlagsreichsten und Februar und Dezember die niederschlagsärmsten sind.

### Ökologie
Die Flora in der Gemeinde wird von Nopal, Organ, Garambullo, Biznaga, Pitaya, Mezquite, Maguey und für die Gegend exotischen Bäumen wie Pfirsich, Feige, Granatapfel, Walnuss und Avocado gebildet; Die Fauna setzt sich aus Tieren wie Eidechse, Kreuzotter, Eichhörnchen, Kojote, Sperber, Chamäleon und Geier zusammen.

## Demographie

### Ortschaften
Bis zum Jahr 2015 verfügt der Verwaltungsbezirk laut Lokalkatalog über 35 aktive Örtlichkeiten:
| INEGI-Kennzahl | Örtlichkeit                  | Bevölkerung | INEGI-Kennzahl | Örtlichkeit                  | Bevölkerung |
| -------------- | ---------------------------- | ----------- | -------------- | ---------------------------- | ----------- |
| 130410001      | Mixquiahuala                 | Städtisch   | 130410002      | Árbol Grande                 | Ländlich    |
| 130410003      | Benito Juárez                | Ländlich    | 130410004      | Cañada                       | Ländlich    |
| 130410005      | Carrillo Puerto              | Ländlich    | 130410006      | Jagüey Blanco                | Ländlich    |
| 130410007      | Morelos (El Nueve) [Colonia] | Ländlich    | 130410008      | Motobatha                    | Ländlich    |
| 130410009      | Palmillas [Colonia]          | Ländlich    | 130410010      | Colonia Teñhe                | Städtisch   |
| 130410011      | Tepeitic                     | Ländlich    | 130410012      | Veracruz [Colonia]           | Ländlich    |
| 130410021      | La Arboleda                  | Ländlich    | 130410024      | Dos Cerros                   | Ländlich    |
| 130410025      | Hacienda Vieja               | Ländlich    | 130410027      | Rancho Viborillas            | Ländlich    |
| 130410028      | El Rodeo                     | Ländlich    | 130410029      | El Rodeo Grande              | Ländlich    |
| 130410031      | El Cerrito                   | Ländlich    | 130410032      | Los Colorines                | Ländlich    |
| 130410033      | Las Azucenas                 | Ländlich    | 130410034      | Cinta Larga Sección 22       | Ländlich    |
| 130410035      | 3 de Mayo [Colonia]          | Ländlich    | 130410036      | Deshuesadero Márquez         | Ländlich    |
| 130410037      | Emigdio Mera Salas           | Ländlich    | 130410038      | Los Higos                    | Ländlich    |
| 130410039      | Palo Seco                    | Ländlich    | 130410040      | La Discordia (Los Bigotones) | Ländlich    |
| 130410041      | La Vega                      | Ländlich    | 130410042      | Monte Grande                 | Ländlich    |
| 130410043      | El Durazno                   | Ländlich    | 130410044      | Los Ángeles                  | Ländlich    |
| 130410046      | El Colorado                  | Ländlich    | 130410047      | El Pico del Ángel            | Ländlich    |
| 130410048      | El Tumba                     | Ländlich    |                |                              |             |

## Politik
Mixquiahuala de Juárez wurde am 15. Februar 1826 als Verwaltungsbezirk gegründet. Der Kommunalrat setzt sich zusammen aus: einem Kommunalpräsidenten, einem Treuhänder und neun Kommunalräten sowie 36 Kommunalratsmitgliedern und Unterdelegierten. Nach Angaben des Mexikanischen Nationalen Wahlinstituts (INE) besteht der Municipio aus 22 Wahlbezirken, von 0743 bis 0764. Für die Wahl des föderalen Abgeordneten der mexikanischen Abgeordnetenkammer und des lokalen Abgeordneten des Kongresses von Hidalgo ist er Teil des III. föderalen Wahlbezirk von Hidalgo und den VII. lokalen Wahlbezirk von Hidalgo. Auf staatlicher Verwaltungsebene gehört er zur Makroregion III und zur Mikroregion VIII sowie zur Operativen Region II Tula.

### Chronologie der Kommunalpräsidenten

Kommunalpalast von Mixquiahuala.

| Kommunalpräsident               | Zeitraum       |
| ------------------------------- | -------------- |
| Ranulfo Calva Cerón             | 1964–1967      |
| Luís Falcón Gálvez              | 1967–1970      |
| David Calva Caballero           | 1970–1973      |
| Roberto Montúfar G.             | 1973–1976      |
| Hervey Cruz Santiago            | 1976–1979      |
| Rodolfo Moctezuma Rdz.          | 1979–1982      |
| Elvia Fernández Segovia         | 1982–1985      |
| Adolfo del Castillo             | 1985–1988      |
| Miguel Ángel Licona Islas       | 1991–1994      |
| Rodolfo Moctezuma Rodríguez     | 1994–1997      |
| Pablo Serrano Gómez             | 1997–2000      |
| Atzayacatl Oscar Cerón          | 2000–2003      |
| Aristeo Calva Valdez            | 2003–2006      |
| Eleazar Roberto Serrano Ángeles | 2006–2009      |
| Perfecto Rogelio Neria Calva    | 2009–2012      |
| Isidoro Monroy Reyes            | 2012–2016      |
| Humberto Pacheco Miralrío       | 2016–2020      |
| Luz María Mendoza Pérez         | 2020 bis jetzt |

## Wirtschaft
Im Jahre 2015 liegt die Kommune mit einem HDI von 0,780 im hohen Bereich und damit an zehnter Stelle auf der Ebene des Bundesstaates; 2005 hatte sie ein BIP von 1.984.056.909,00 mexikanischen Pesos und ein Pro-Kopf-BIP von 52.562,00 mexikanischen Pesos.
Nach Angaben des Nationalen Rates für die Bewertung der sozialen Entwicklungspolitik (Coneval) hat die Kommune einen sehr niedrigen Marginalisierungsindex. 47,9 % der Bevölkerung leben in mäßiger Armut und 9,4 % in extremer Armut. Im Jahr 2015 rangierte die Gemeinde auf der Skala der sozialen Rückstände des Staates auf Platz 22 von 84 Gemeinden.
Nach den von INEGI in den Wirtschaftszählungen vorgelegten Zahlen bis 2015 belief sich das Erwerbspersonenpotential der Kommune auf 18.014, von denen 16.706 berufstätig und 1.308 nicht berufstätig waren. 14,17 % gehörten zum primären Sektor, 25,54 % zum sekundären Sektor und 59,27 % zum tertiären Sektor.

### Handel
Im Jahr 2015 existieren 2.095 Wirtschaftseinheiten mit Arbeitsplätzen für 5.390 Menschen. Was den Handel betrifft, so existieren vier Märkte, ein Geschäft zur Nahrungsmittelversorgung und vier Liconsa Läden; außerdem gibt es einen öffentlichen Markt und einen städtischen Flohmarkt.

### Viehzucht
im Jahr 2015 gab es im Verwaltungsbezirk 2.133 Rinder, 1.137 Schweine, 139 Ziegen, 6.494 Schafe sowie 57.735 Geflügel.

### Landwirtschaft
im Jahr 2015 verfügte der Verwaltungsbezirk mit 7.853 Hektar über eine der größten Flächen des Landes. Im Jahr 2014 wurde auf 4.477 Hektar bewässertem Land Mais angebaut; Bohnen auf 1.085 Hektar bewässertem Land, Hafer für Viehfutter auf 610 Hektar bewässertem Land; grüne Chilischoten auf 54 Hektar bewässertem Land; Zucchini auf 185 Hektar bewässertem Land; Blumenkohl auf 255 Hektar bewässertem Land und grüne Luzerne auf 3.568 Hektar bewässertem Land geerntet.

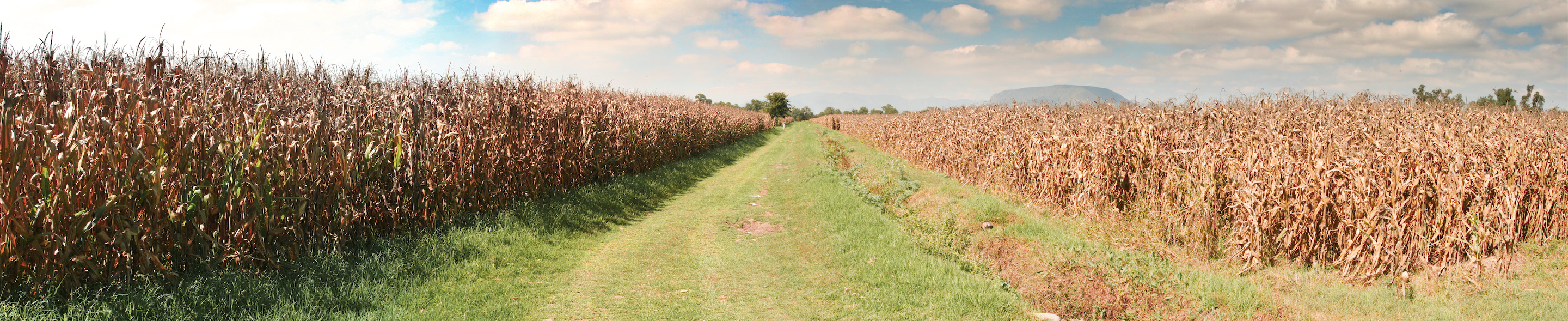
Maisfeld.